# (73731) 1993 FS47
(73731) 1993 FS47 – planetoida z pasa głównego asteroid okrążająca Słońce w ciągu 3,77 lat w średniej odległości 2,42 j.a. Odkryta 19 marca 1993 roku.